# 加里·贝蒂尼

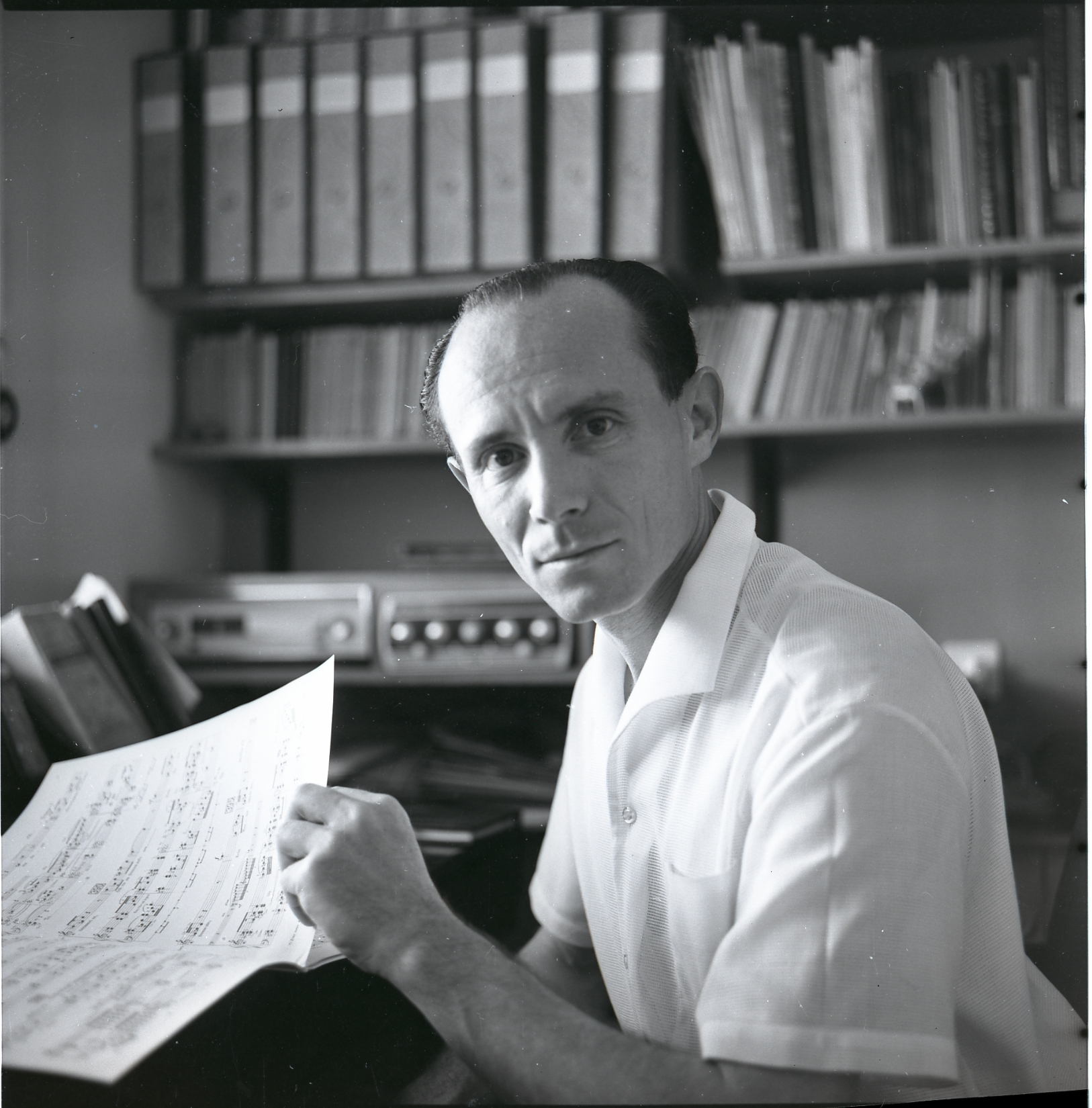
1964年的贝蒂尼

加里·贝蒂尼（希伯來語：גארי ברתיני，Gary Bertini，1927年5月1日—2005年3月17日），以色列指挥家，作曲家。他推广并帮助塑造了以色列音乐。

## 生平
加里·贝蒂尼出生在罗马尼亚比萨拉比亚的布里切沃（今属摩尔多瓦栋杜谢尼区）。其父亲K. A. Bertini (Aron Golergant)是诗人、翻译家，母亲Berta Golergant是医生、生物学家。贝蒂尼先在米兰音乐学院学习（1946-1947），不久随父母移民到巴勒斯坦。1948年入米兰音乐学院，1949年到特拉维夫师范音乐学院继续学习至1950年，他还师从作曲家莫迪凱·塞特，并与之建立了密切的友谊。1951-1954年，他在巴黎音乐学院学习作曲和指挥，还在索邦大学师从娜迪亚·布朗热、雅克·沙耶、阿尔蒂尔·奥涅格和奥利维埃·梅西安。
1954年回到以色列后，贝蒂尼先后任教于特拉维夫音乐师范学院和特拉维夫大学鲁宾学院。1955年，创立Rinat合唱团（后成为以色列室内合唱团）并担任音乐总监至1972年。同年与以色列爱乐乐团合作首次亮相，1960年再次合作，到美国及东亚巡演。1965年，创办以色列室内乐团，并任指挥直至1975年。1965年，与英国室内乐团合作在巴斯的梅纽因音乐节上演出，首次亮相英国，从此开启国际演出生涯。之后他屡次前往英国演出，指挥过多场BBC的音乐会，还在1971-1978年间任苏格兰国家管弦乐团的首席客座指挥。1976年，他在汉堡国立歌剧院首演了约瑟夫·塔尔的《阿什梅代》（Ashmedai）。
贝蒂尼于1976-1986年任耶路撒冷交响乐团的音乐总监；1981-1983年任底特律交响乐团音乐顾问；1983-1991年任科隆西德广播交响乐团首席指挥，期间灌录了全套马勒交响曲；1987-1991年任法兰克福歌剧院音乐指导和总监；1988-1997年任以色列歌剧院的音乐总监；1994-2005年任新以色列歌剧院艺术总监期间，向以色列介绍了多部新剧目。自1981年首次客座指挥东京都交响乐团以来，他们的关系不断深化，1998年贝蒂尼成为其音乐总监。2000年起，与东京都交响乐团第二次演出马勒的全套交响曲（部分已由Fontec发行CD）。2004年他还接受了圣卡洛剧院音乐指导的任命。2005年4月，他本应从东京都交响乐团的长期职位上退休，成为该乐团的桂冠指挥，但在3月17日就于特拉维夫因淋巴癌并发症去世，享年77岁。

## 作品

### 商业录音
贝蒂尼录音范围很广，从文艺复兴时期的若斯坎·德普雷到当代作曲家均有涉猎。他还是以色列音乐的拥护者，录制有二十多张当代以色列音乐的唱片。
贝蒂尼与科隆西德广播交响乐团合作，于1984-91年间录制的马勒交响曲全集（EMI Classics 40238）广受好评。

### 作曲
贝蒂尼的作曲作品包括戏剧配乐、芭蕾舞剧、小提琴奏鸣曲、圆号协奏曲。

## 个人生活
贝蒂尼的妻子是罗斯·贝伦戈尔克（Rose Berengolc），他们育有两个女儿。

## 获奖与荣誉
- 1978：以色列奖音乐奖[11]
- 1995：阿比亚蒂奖（Abiatti Prize）：最佳指挥（意大利）
- 1998：阿比亚蒂奖：最佳歌剧指挥（意大利）
- 2000：总理奖，作曲家（以色列）
- 2003：Académie Charles Cros – Grand Prix Audiovisuel & DVD pour Prokofiev: La Guerre et la Paix（法国）